# Curie-Insel
Die Curie-Insel (französisch Île Curie) ist eine kleine Felseninsel vor der Küste des ostantarktischen Adélielands. Sie liegt 1,5 km südwestlich der Derby-Insel und unmittelbar nördlich der Astrolabe-Gletscherzunge am östlichen Ende des Géologie-Archipels.
Luftaufnahmen der Insel entstanden bei der US-amerikanischen Operation Highjump (1946–1947). Französische Wissenschaftler kartierten sie im Verlauf einer von 1949 bis 1951 dauernden Forschungsreise und benannten sie nach den Nobelpreisträgern Pierre (1859–1906) und Marie Curie (1867–1934).